# Musala Glacier
Musala Glacier är en glaciär i Antarktis. Den ligger i Sydshetlandsöarna. Argentina, Chile och Storbritannien gör anspråk på området. Musala Glacier ligger 88 meter över havet.
Terrängen runt Musala Glacier är kuperad. Havet är nära Musala Glacier åt sydost. Trakten är glest befolkad. Närmaste befolkade plats är Maldonado Station, 11,4 km nordväst om Musala Glacier. 